# 23×115 мм
23 × 115 мм — радянський постріл для малокаліберних автоматичних гармат. В цілому поступився місцем у військах пострілу 30×165 мм.
У ВПС Росії досі використовують в ГШ-23Л (в хвостовій турелі літака і в УПК-23-250) і шестиствольного ГШ-6-23.
Боєприпас створений на основі великокаліберного набою 14,5×114 мм шляхом збільшення шийки гільзи до 23 мм. Як і в оригінальних 14,5-мм набоях, спочатку використовували слабкий заряд масою 33 г, який давав швидкість снаряду в 690 м/с при максимальному тиску 294,3 МПа. У 1954 році боєприпас піддався модернізації і швидкість стала досягати 720 м/с. Вага снаряда 175 гр.  Енергія — 45 000 джоулів.

## Використання у зброї
- НС-23 — радянська авіаційна гармата;
- НР-23 — радянська авіаційна гармата;
- АМ-23 — радянська авіаційна гармата;
- ГШ-23 — радянська авіаційна гармата;
- ГШ-6-23 — радянська авіаційна гармата;